# Espina (botànica)

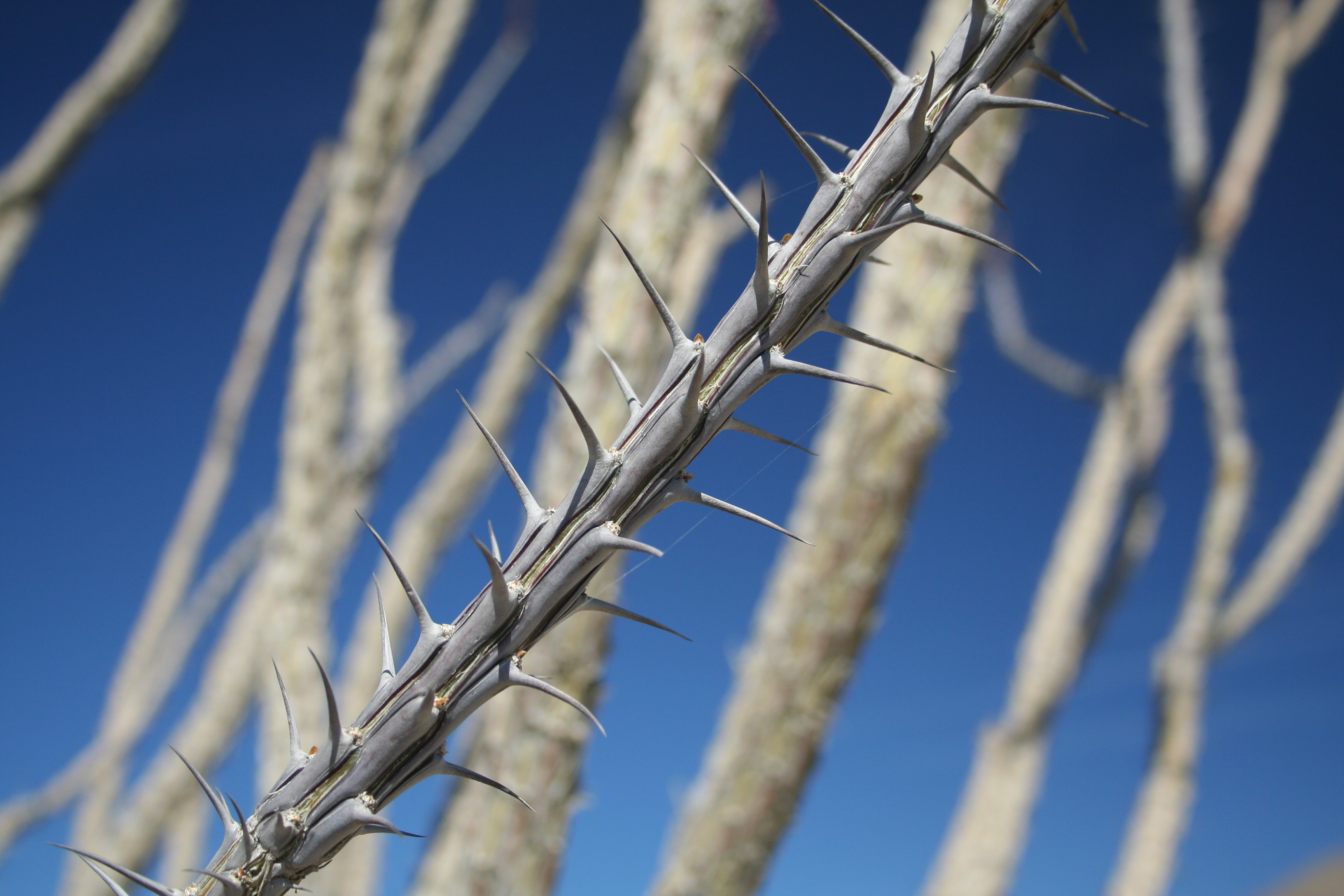
Espines d'un arbust.

L'espina és una protuberància dura i esmolada que pot formar part del tronc, branques o altres òrgans i que no pot ser separada sense trencar teixits interns. Es troba a molts arbres (com l'arç blanc) i arbustos de moltes regions àrides. Quan una planta esdevé espinosa s'anomena espinescent.

## Funció
Les espines són presents en moltes plantes i utilitzats per a la protecció d'òrgans contra els herbívors.
Les espines dels cactus, per exemple, són fulles modificades. La seva adaptació a les condicions àrides és notable. La seva estructura interna és parcialment buida i, d'aquesta manera, les espines dels cactus poden ser rígides i lleugeres. El contingut de buit de les espines els permet per una part per protegir la planta contra la calor perquè el sol no escalfa les espines que ho farien amb les fulles, i per l'altra banda permet entrar l'aigua de la pluja o condensació i, a més, reduir la pèrdua d'aigua atesa la seva poca superfície i gairebé nul·la transpiració.

## Tipologia
Cal diferenciar bé les espines dels aculis, ja que sovint porten a confusió. Així les espines formen part dels teixits interns del tronc o branca, mentre que els aculis tenen un origen epidèrmic (parènquima cortical), no estan vascularitzats i poden ser separats de l'escorça del tronc o branca sense fer malbé la planta. En són bons exemples els agullons d'esbarzer (Rubus), o dels rosers silvestres (Rosa).
Es poden diferenciar algunes tipologies diferents d'espines:
- Espines a les arrels: esdevenen en algunes arrels adventícies que es troben en algunes plantes epífites i algunes palmeres.
- Espines caulinars: espines que provenen de la transformació d'un brot. Les fulles i brots laterals que hi estan relacionades són sempre reduïdes. Són les espines més freqüents i solen tenir una lignificació forta i d'alta duresa.
- Espines foliars: És una adaptació de la làmina de la fulla que no està desenvolupada. Tenen un esclerènquima ben desenvolupat.
- Espines estipulars: a través dels mateixos canvis que fan que les fulles esdevinguin espines.

|  |  |  |

## Salut humana
Les espines en funció de la seva longitud poden causar la introducció de patògens darrere de barreres de protecció de la pell. La desinfecció i control d'aquestes petites lesions aparentment benignes són sovint necessàries, però només la vacuna del tètanus és recomanable per evitar prendre qualsevol risc, especialment si es té la certesa que aquestes espines poden haver estat en contacte amb l'agent patogen.